# G맨 게임종결자
《G맨 게임종결자》는 2011년 9월 21일부터 2012년 8월 24일까지 온게임넷에서 방송했던 프로그램이다.

## 출연진
- 대정령[1]
- 로복[2]
- 뷜랑[3]
- 킴용[4]